# Manifestations de 2021 en Iran
Les manifestations iraniennes de 2021 commencent en juillet 2021 dans la province du Khouzistan : cette région du sud-ouest du pays, où la température estivale peut dépasser les 50 °C, est alors éprouvée depuis plusieurs mois par une sécheresse où se cumulent les effets du changement climatique, de la croissance démographique qui entraîne un besoin accru d'irrigation et adduction d'eau, et des sanctions américaines qui pénalisent l'économie ; les barrages et autres équipements hydrauliques sont mal entretenus et trop nombreux par rapport aux ressources naturelles. Le Khouzistan abrite la plus grande partie des réserves de pétrole en Iran mais ses habitants ne profitent que peu de la redistribution des revenus et la minorité arabe iranienne se sent discriminée.
Le mouvement s'étend à d'autres villes, pour protester contre les pénuries d'eau et les pannes d'électricité en cours dans tout l'Iran, alimentant la colère du public. Au Khouzistan, les manifestations éclatent le 15 juillet pour protester contre les pénuries d'eau et la crise mais se heurtent rapidement à la violence et à la brutalité policières. Les manifestations ont été baptisées Soulèvement des assoiffés.
L’accès à Internet sur les téléphones mobiles est coupé ou très ralenti, la nuit, dans les villes gagnées par les manifestations – une méthode de plus en plus utilisée par les autorités iraniennes pour empêcher le partage d’informations lors des mouvements de protestation.
Selon Amnesty International, au moins huit manifestants ont été tués.

## Voir également
- Manifestations iraniennes 2019-2020
- Manifestations de septembre 2022 en Iran